# Seznam zoologických zahrad a minizoo v Praze
Seznam zoologických zahrad a minizoo v Praze obsahuje licencované zoologické zahrady a minizoo, lesní zookoutky, záchranné stanice, farmy, ekologická centra a další veřejně přístupná chovná zařízení založená na území Prahy, v provozu i zaniklá. Je doplněn o některé lokality volně žijící divoké zvěře a dalších živočichů.

## Seznam
| Objekt                                        | Obrázek | Galerie                                                                                    | Katastr Ulice                     | Rok                 | Poznámka | Souřadnice                       |
| --------------------------------------------- | ------- | ------------------------------------------------------------------------------------------ | --------------------------------- | ------------------- | --- | -------------------------------- |
| Zoo                                           |         |                                                                                            |                                   |                     | |                                  |
| Zoo Praha                                     |         | Kategorie „Prague Zoo“ na Wikimedia Commons                                                | Troja U Trojského zámku 120/3     | 1931 (28. září)     | | 50°7′ s. š., 14°24′39″ v. d.     |
| Výběh pro koně Převalského na Dívčích hradech |         | Kategorie „Koně Převalského na Dívčích hradech“ na Wikimedia Commons                       | Radlice                           | 2021 (19. duben)    | projekt Zoo Praha; Dívčí hrady; na téměř dvacetihektarovou pláň byly vypuštěny čtyři klisny, ke kterým později přibyl ještě hřebec a v roce 2023 první nově narozené hříbě ve skupině | 50°3′4″ s. š., 14°23′26″ v. d.   |
| Mořský svět Praha                             |         | Kategorie „Mořský svět“ na Wikimedia Commons                                               | Bubeneč U Výstaviště 419/4        | 2002                | areál Výstaviště Praha | 50°6′20″ s. š., 14°25′54″ v. d.  |
| Stanice přírodovědců Smíchov                  |         | Kategorie „Stanice přírodovědců Smíchov“ na Wikimedia Commons                              | Smíchov Drtinova 199/1a           | 1954                | založena jako „Stanice mladých přírodovědců“; kromě venkovních expozic zvířat také skleníky a zahrady | 50°4′30″ s. š., 14°24′ v. d.     |
| Lesní zookoutky                               |         |                                                                                            |                                   |                     | |                                  |
| Zookoutek Hostivař                            |         | Kategorie „Divoká zahrada Hostivař“ na Wikimedia Commons                                   | Hostivař K obecním hájovnám 275/1 | 1970                | Lesy hl. m. Prahy; Lesopark Hostivař; skupina bílých daňků, výběh pro mufloní pár, včelnice | 50°2′24″ s. š., 14°31′2″ v. d.   |
| Zookoutek Kamýk                               |         | Kategorie „Minizoo Kamýk (Prague)“ na Wikimedia Commons                                    | Kamýk                             |                     | Lesy hl. m. Prahy; Lesopark Kamýk; kozy kamerunské a walisserské a bažantí voliéra | 50°0′41″ s. š., 14°26′27″ v. d.  |
| Zookoutek Kunratice                           |         | Kategorie „Minizoo Kunratice (Prague)“ na Wikimedia Commons                                | Kunratice                         |                     | Lesy hl. m. Prahy; Kunraticko-michelský les; výběh u hájenky se srnkami a daňky skvrnitými; druhý, o něco menší, je cca 700 metrů dál u restaurace „Na tý louce zelený“ | 50°1′18″ s. š., 14°28′24″ v. d.  |
| Zookoutek Malá Chuchle                        |         | Kategorie „Minizoo Malá Chuchle“ na Wikimedia Commons                                      | Malá Chuchle                      | 1999 (říjen)        | Lesy hl. m. Prahy; Chuchelský háj | 50°1′22″ s. š., 14°23′18″ v. d.  |
| Záchranné stanice                             |         |                                                                                            |                                   |                     | |                                  |
| Záchranná stanice Jinonice                    |         | Kategorie „Záchranná stanice hl. m. Prahy pro volně žijící živočichy“ na Wikimedia Commons | Jinonice Mezi Rolemi              | 2012                | Lesy hl. m. Prahy | 50°2′51″ s. š., 14°22′18″ v. d.  |
| Farmy a ekologická centra                     |         |                                                                                            |                                   |                     | |                                  |
| Socioterapeutická farma Bohnice               |         | Kategorie „Socioterapeutická farma Bohnice“ na Wikimedia Commons                           | Bohnice Ústavní 141               | 1909                | v areálu léčebny | 50°8′19″ s. š. , 14°24′51″ v. d. |
| Zoopark Milíčov                               |         |                                                                                            | Háje K Milíčovu 1036/6            |                     | minizoo | 50°1′41″ s. š., 14°32′23″ v. d.  |
| Milíčovský dvůr                               |         | Kategorie „Milíčovský dvůr“ na Wikimedia Commons                                           | Háje K Milíčovu 100/8             |                     | v bývalém hospodářském dvoře; Úřad městské části Praha 11 | 50°1′44″ s. š., 14°32′29″ v. d.  |
| Toulcův dvůr                                  |         | Kategorie „Toulcův dvůr“ na Wikimedia Commons                                              | Hostivař Kubatova 32/1            | 1994                | součást farmy; Ekologické centrum hl. m. Prahy | 50°2′56″ s. š., 14°31′10″ v. d.  |
| Minizoo Jinonice                              |         |                                                                                            | Jinonice Prokopské údolí 748/6    |                     | Společnost pro ochranu Prokopského a Dalejského údolí, o.p.s. | 50°2′29″ s. š., 14°22′53″ v. d.  |
| Městská farma Kbely                           |         | Kategorie „Ekocentrum Prales“ na Wikimedia Commons                                         | Kbely Mladoboleslavská 953        | 2016                | součást Ekocentra Prales | 50°8′ s. š., 14°33′37″ v. d.     |
| Ostatní                                       |         |                                                                                            |                                   |                     | |                                  |
| Mufloni v Kunratickém lese                    |         | Kategorie „Ovis musimon in Thomayer's Hospital“ na Wikimedia Commons                       | Krč Kunratice Michle              | 1960+               | Mufloní zvěř se v Praze volně vyskytuje pouze v Kunraticko-michelském lese, kam byla vysazena ve 2. polovině 20. století. Srnčí zvěř sem byla kromě jiných lokalit vysazena také, protože během války a krátce po ní byla v těchto lokalitách vystřílena. Stádo žije v lese a přichází do Thomayerovy nemocnice nebo sousedního IKEM.                                                  | 50°1′47″ s. š., 14°27′48″ v. d.  |
| Sysel obecný na letišti v Letňanech (†)       |         | Kategorie „Spermophilus citellus in Letňany Airport“ na Wikimedia Commons                  | Letňany                           |                     | Letiště Letňany bylo chráněno jako Národní přírodní památka především kvůli populaci sysla obecného. V letech 2005–2010 byl stav odhadován na 500–600 jedinců, v roce 2017 a 2018 byl pozorován pouze jeden exemplář sysla a kolonie pravděpodobně zanikla. K 1. květnu 2023 byla zrušena evropsky významná lokalita Praha-Letňany a k 1. lednu 2024 byla NPP Letiště Letňany zrušena. | 50°7′53″ s. š., 14°31′32″ v. d.  |
| Modrásek vičencový na Dívčích hradech         |         | Kategorie „Polyommatus thersites in Dívčí hrady (Prague)“ na Wikimedia Commons             | Radlice                           | 2018                | Dívčí hrady; tento druh teplomilného hmyzu v Praze vyhynul v roce 2004 a zásluhou entomologů z České zemědělské univerzity v Praze se podařilo jeho populaci obnovit | 50°3′2″ s. š., 14°23′48″ v. d.   |
| Sysel obecný na Dívčích hradech               |         |                                                                                            | Radlice                           | 2024 (30. července) | Dívčí hrady; do voliéry 10 × 16 m ve výběhu koně Převalského vypustila Zoo Praha 30 syslů obecných pocházejících z trojské populace. Tito sysli, dvacet samic a deset samců, mají mezi svými předky i ty ze zaniklé kolonie v Letňanech. Ve spolupráci s Agenturou ochrany přírody a krajiny ČR a s Muzeem Karlovy Vary.                                                               | 50°2′53″ s. š., 14°23′27″ v. d.  |
| Bobr evropský v Praze                         |         | Kategorie „Castor fiber in Prague“ na Wikimedia Commons                                    | Praha                             |                     | K roku 2020 bylo v Praze zaznamenáno 17 lokalit výskytu bobra evropského, převážně na Vltavě a Berounce a jejich slepých ramenech. Stav populace byl odhadnut na cca 100 jedinců. Podle provedených genetických analýz se zde bobři původem z Bavorska rozšířili po řece Berounce; nejprve se usadili v Českém lese, poté po řece postupovali přes Prahu k Mělníku.                    | 49°59′40″ s. š., 14°24′3″ v. d.  |